# Judo-Club 66 Bottrop
Der Judo-Club 66 Bottrop ist ein Sportverein aus Bottrop. Er bietet ausschließlich Judo an und ist somit ein Einspartenverein. Im Jahre 1966 wurde der Verein unter anderem von Klaus Möwius und Jürgen Schajor gegründet.

## Ligazugehörigkeit
Die Judomannschaft, sowohl Frauen als auch die Männer starteten 2013 in der Judo-Bundesliga.

## Sportanlage
Der Verein trägt seine Heimkämpfe in der Dieter-Renz-Halle aus.